# Rosmerta
Cet article concerne la déesse celte. Pour personnage de Harry Potter, voir Madame Rosmerta.
Rosmerta est une déesse de la religion celtique gauloise représentant fertilité et abondance.
Parmi ses attributs on retrouve la fameuse corne d'abondance ou cornucopia.
Son culte a été attesté par la découverte de statues et d'inscriptions portant son nom. Il est parfois associé au dieu Mercure mais aussi à Proserpine.

## Fonctions
Rosmerta est une déesse de la fertilité et de l'abondance. Elle a pu symboliser la terre féconde.

## Étymologie
Il s'agit d'un nom gaulois, pouvant être décomposé en ro-smert-a. 
- L'élément -smert- signifie « s'occupant de » ou « prodiguant » et se retrouve également dans des anthroponymes gaulois tels que Ad-smerio, Smertu-litani, Smerius, Smertae, Smertus[2].
- Ro- est un préfixe superlatif, au sens de « vraiment, très, beaucoup » comme dans ro-bili (« très bon »), ro-cabalus (« grand cheval »)[3].
- Le suffixe -a étant le féminin singulier gaulois typique.

Rosmerta est donc « la Grande dispensatrice » ou encore « la Très Généreuse », ce qui s'accorde avec ses attributs.

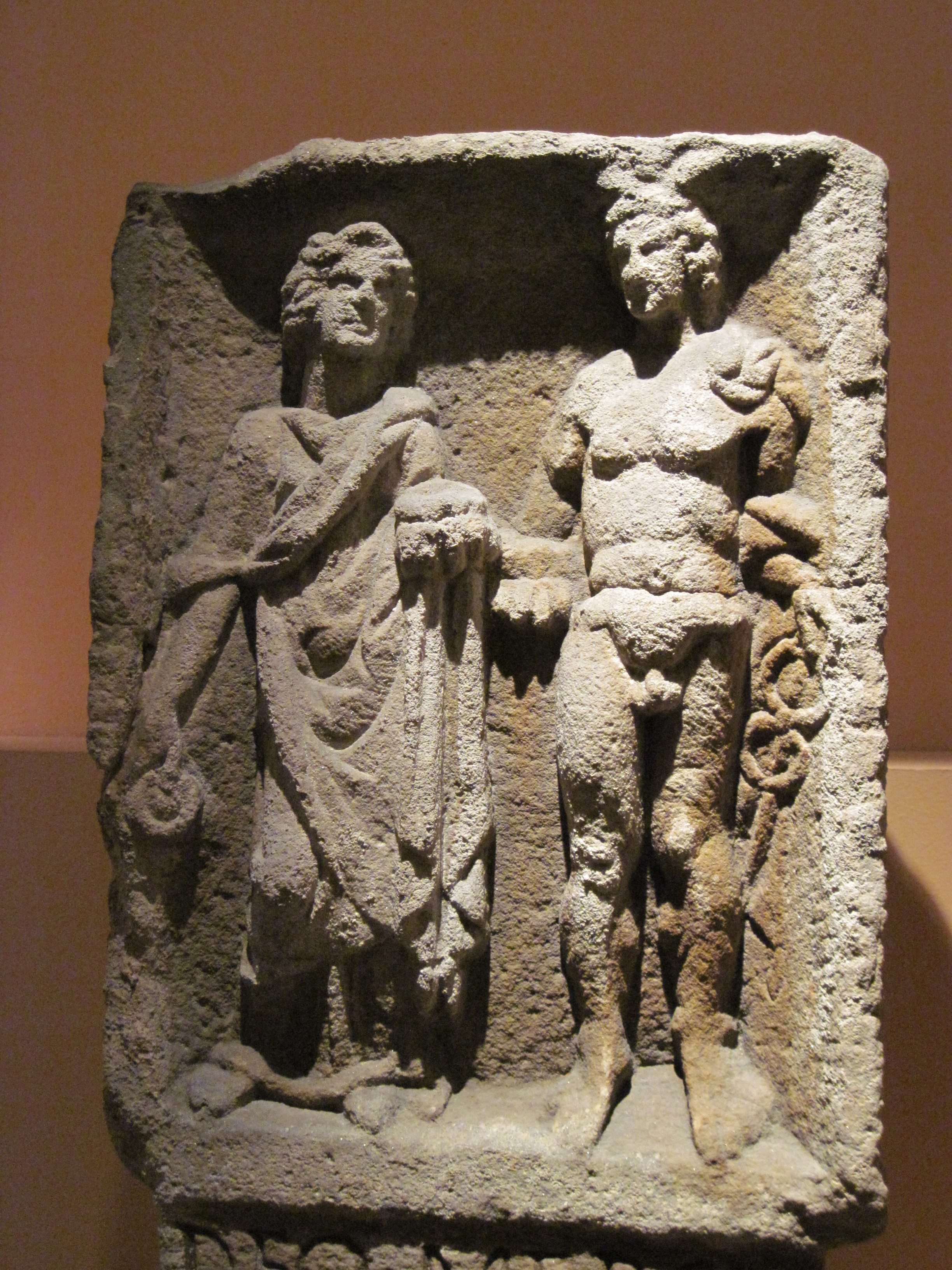
Mercure et Rosmerta,
bas-relief d'Eisenberg.

## Parèdre
Rosmerta est associée au dieu romain Mercure . Cependant, ces attributs en font le pendant de Proserpine (Perséphone), épouse de Pluton (mythologie) possesseur de la Corne d'abondance et qui dès lors qu'elle revient des Enfers, apporte aux paysans la fertilité de leurs terres.

## Représentations

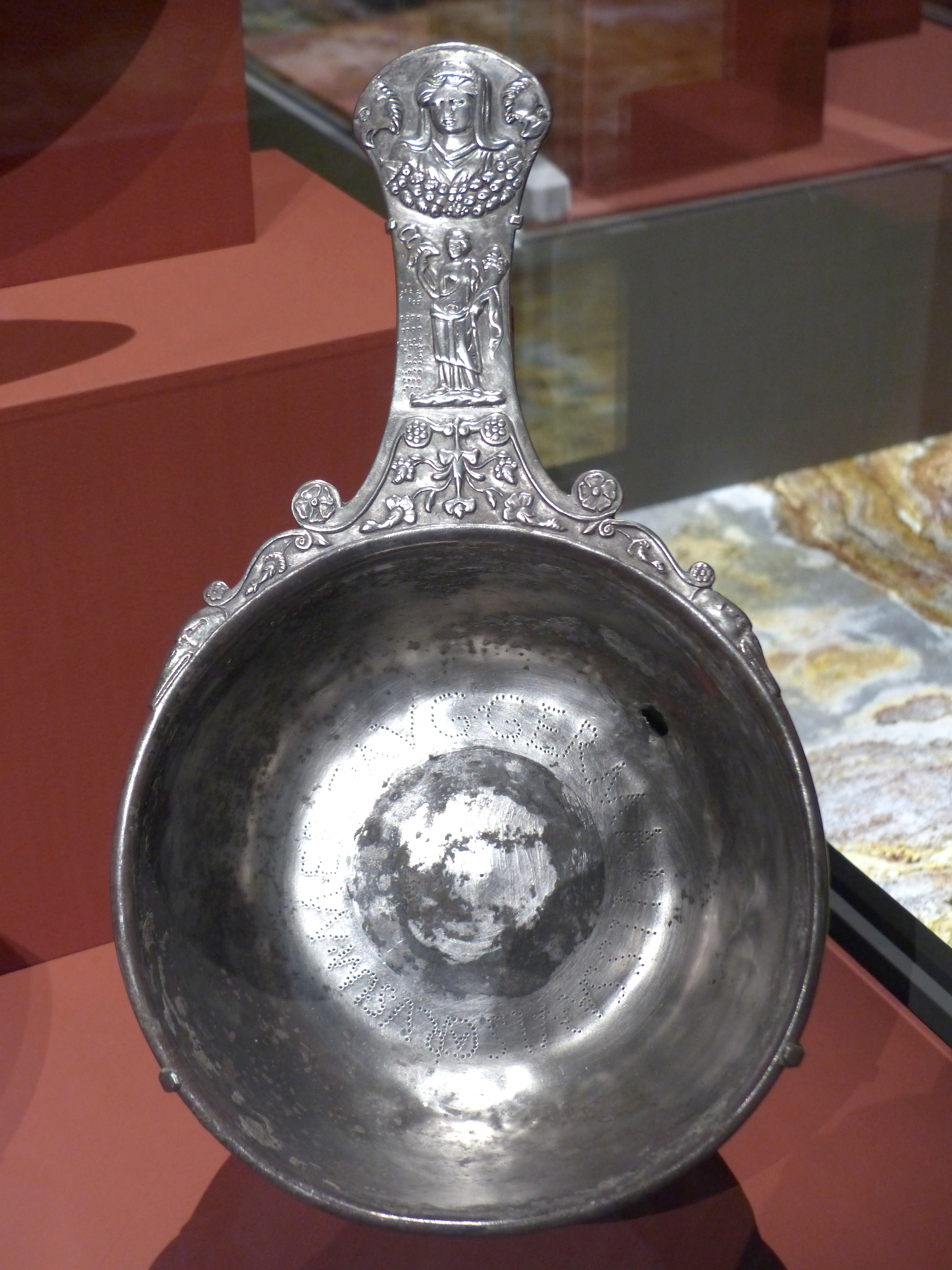
Patère avec une représentation de Rosmerta (Berthouville, Eure).

- Dans le bas-relief d'Autun, Rosmerta est assise et tient une corne d'abondance. À droite se tient Mercure, tenant la patera ou patère.
- Un bas-relief d'Eisenberg[4] montre Mercure à droite et Rosmerta à gauche. Rosmerta tient une bourse dans la main droite et une patère dans la main gauche. L'inscription AE 1905, #00058 (voir ci-dessous) permet d'identifier avec certitude la figure se trouvant au côté de Mercure.
- Dans une paire de statues venant de Paris, l'une représentant Mercure et l'autre Rosmerta, celle-ci tient une corne d'abondance et un panier de fruits.
- Rosmerta est représentée seule dans un bronze de Fins à Annecy, assise sur un rocher et tenant une bourse, sa tête singulièrement couronnée par les ailes de Mercure.
- Sur un bas-relief de pierre à Escolives-Sainte-Camille, elle tient à la fois une patère et une corne d'abondance[5].
- Dans le bas-relief de Reims, elle se trouve au côté de Toutatis.

## Attributs
Outre le corne d'abondance, Rosmerta a pour attribut une patère, un panier de fruits, une bourse.

## Inscriptions et lieux
Jufer et Luginbühl (p. 60) ont répertorié 27 inscriptions mentionnant Rosmerta en France, Allemagne et Luxembourg, soit un secteur géographique correspondant approximativement aux anciennes provinces romaines de Gallia belgica et Germania superior. 
Deux inscriptions supplémentaires sont connues, dont une provenant de Dacie (AE 1998, #01100).
Les inscriptions suivantes sont typiques :
- provenant de Metz (CIL 13, #04311) :

« Deo Mercurio et Rosmertae / Musicus Lilluti fil(ius) et sui(s) ex voto »

- provenant d'Eisenberg :

« Deo Mercu(rio) / et Rosmer(tae) / M(arcus) Adiuto/rius Mem/{m}or d(ecurio) c(ivitatis) St() / [po]s(uit) l(ibens) m(erito) »

Dans deux inscriptions (CIL 13, #04683 et CIL 13, 04705) provenant de la Gallia belgica, Rosmerta se voit attribuer l'épithète « sacrum » (« sacré »).
Une inscription plus détaillée (CIL 13, #04208 ; AE 1967, #00320 ; AE 1987 #00771) provient de Wasserbillig (Biliacum en Gallia belgica) :

« Deo Mercurio [et deae Ros]/mertae aedem c[um signis orna]/mentisque omn[ibus fecit] / Acceptus tabul[arius VIvir] / Augustal[is donavit?] / item hospitalia [sacror(um) cele]/brandorum gr[atia pro se libe]/risque suis ded[icavit 3] / Iulias Lupo [et Maximo co(n)s(ulibus)] »

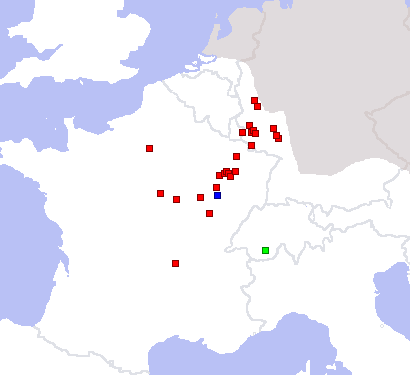
Carte des lieux[n 1] ayant livré des inscriptions invoquant Rosmerta (en rouge), ainsi que Cantismerta (vert) et Atesmerta (bleu).

## Hommages
- Depuis 1994, une corona de la planète Vénus est nommée Rosmerta Corona en son honneur[6].